# Baie-D'Urfé
Pronunciação
Baie-D'Urfé é uma pequena cidade na região de Montreal, na província canadiana de Quebec.